# Irving Lavin
Irving Lavin, född 14 december 1927 i Saint Louis, Missouri, död 3 februari 2019 i Princeton, New Jersey, var en amerikansk konsthistoriker och professor. Han specialiserade sig på renässansens och barockens konst och publicerade flera verk om Bernini. År 1973 utnämndes Lavin till professor vid Institute for Advanced Study. År 2018 publicerade han en banbrytande uppsats om Berninis byst av den italienske juristen Prospero Farinacci (1544–1618).